# Jesús Pérez Varela
Jesús Pérez Varela (Redondela, Pontevedra, 19 de abril de 1949-Santiago de Compostela, 16 de enero de 2025) fue un político y periodista español.

## Biografía
Estudió en el Instituto Santa Irene de Vigo, en la Escuela Normal de Lugo y periodismo en la Escuela Oficial de Periodismo de Madrid. Comenzó su labor profesional como escritor y comentarista político en los diarios Marca, Aragón Express, La Gaceta del Norte, Región y El Imparcial, periódico que elaboró entre octubre y diciembre de 1979. Fue jefe de publicaciones de comunicación en el Museo Arqueológico Nacional de España (1981-1987).
En 1990 se convirtió en su primer dirigente político al ser nombrado director de la oficina de comunicación del presidente de la Junta de Galicia. Fue secretario general de Comunicación (1991-1996), diputado en el Parlamento de Galicia (1997) y consejero de Cultura y Comunicación Social (1997-2005). En esta etapa, fue una de las figuras más destacadas de los gobiernos de Manuel Fraga, y el impulsor de la construcción de la Ciudad de la Cultura, que terminaría años después de su retiro político.También tuvo un papel importante en la promoción del Camino de Santiago, que llegó a alcanzar cifras récords de afluencia turística.
Después de dejar el gobierno después de las elecciones de 2005, fue nombrado miembro del Consejo de Administración de la Corporación de Radio y Televisión de Galicia (CRTVG). Posteriormente vivió en Ecuador y Nueva York.
Falleció el 16 de enero de 2025, como consecuencia de un cáncer, que venía padeciendo tiempo atrás.